# Dragon Ball Z: O Ataque do Dragão
Dragon Ball Z: O Ataque do Dragão, conhecido no  Japão como Dragon Ball Z: Dragon Fist Explosion!! If Goku Can't Do It, Who Will? (ドラゴンボールZ 龍拳爆発!!悟空がやらねば誰がやる, Doragon Bōru Zetto: Ryū-Ken Bakuhatsu!! Gokū ga Yaraneba Dare ga Yaru, literalmente, Dragon Ball Z: Explosão do Punho do Dragão!! Se Goku não conseguir, quem conseguirá?), conhecido também como Dragon Ball Z: O Punho do Dragão, é o décimo terceiro filme de Dragon Ball Z. Ele foi publicado pela primeira vez no dia 15 de julho de 1995 entre os episódios 270 e 271. Assim como os outros filmes, a dublagem foi feita pelo estúdio Álamo. Em Portugal estreou nos cinemas juntamente com o filme 12 (juntos em um filme só) a 1 de agosto de 1997. A dublagem ficou a cargo do estúdio Novaga, assim como os outros filmes

## Enredo
O filme se inicia com um garoto em um planeta distante, empunhando uma espada enquanto parece tentar escapar de algo. De repente, um alto barulho o alerta que a coisa que ele procurava estava atrás dele. Contudo, era tarde para revidar e o garoto é esmagado pela enorme criatura. Bem distante dali, uma risada perversa pode ser ouvida.
O filme posteriormente passa para o Planeta Terra, onde ocorria um assalto à banco. Os ladrões começam a correr, mas são surpreenditos pelo Grande Saiyaman, o alter ego super-heróico de Gohan. Ele para o carro e lança os mau feitores para o ar, onde são agarrados por Videl, disfarçada como Grande Saiyaman N.º 2. Os dois então levam os bandidos para um policial, enquanto um estranho homem os observava das sombras. Gohan e Videl retornam a sua escola, mas são chamados novamentes para impedir que um homem cometa suicídio. Ao chegarem no local no resgate, eles descobrem que esse mesmo homem estava os observando. Seu nome é Hoi, um velho alienígena que queria chamar a atenção dos dois para contá-los a história do legendário Tapion, um bravo guerreiro que estava selado em uma caixa de música que estava sobe sua posse. Hoi pede aos dois para tentarem abrir a caixa, mas ambos falham. Hoi então revela saber sobre as Esferas do Dragão e pergunta se eles não querem ajudá-lo à procurá-las. Gohan e Videl aceitam a proposta, mas primeiro vão até a casa de Bulma para verem se havia outro modo de abrir a caixa.
No caminho, eles chamam Goku, Goten e Kuririn. Após analisar a caixa, Goku tenta abri-la mas também não consegue. Todos afirmaram que se Goku não conseguia, ninguém iria conseguir e resolvem ir atrás das Esferas. Elas são facilmente encontradas com o Radar do Dragão e Shenlong é invocado. Ele liberta Tapion e a caixa de música se parte em vários pedaços. Entretanto, Tapion estava furioso por ter sido libertado e parte dizendo que eles não deviam confiar em Hoi. Tapion se refugia nas ruínas de um prédio, mas é frequentemente visitado por Trunks, que o entregava comida e tentava transformá-lo em algo que ele nunca teve, um irmão mais velho.
Em uma noite, as pernas de um enorme monstro começam a destruir a cidade. Gohan e Videl aparecem para detê-la mas são rapidamente derrotados. Contudo, os dois começam a escutar uma doce melodia que estava enfraquecendo as pernas da criatura. Era Tapion, tocando a música com sua ocarina. Aos poucos, as pernas começam a desaparecer e Tapion deixa o campo de batalha, pensando que seu irmão mais novo Minoshia já estava morto. Mais tarde na mesma noite, Trunks visita Tapion, mas ambos são atacados por Hoi, que estava tentando roubar a ocarina. Ele tenta enganar Trunks dizendo que Tapion era o monstro, mas o jovem garoto não acredita e ajuda Tapion a derrotar Hoi, que parte nas sombras. Tapion pergunta a Trunks por que ele não acreditou em Hoi, e o pequeno saiyajin responde que considera Tapion como seu melhor amigo. O guerreiro então aceita a proposta de Trunks de dormir em sua casa.
Na Corporação Cápsula, Bulma convence Tapion à contar sua história. Ele diz que vivia em um planeta chamado Konatsusein, bastante parecido com a Terra. Contudo, sete feiticeiros criaram um enorme demônio chamado Hirudegarn para dominarem o universo, começando por Konatsusein. Para ajudar seu povo, o deus de Konatsusein os entregou duas espadas sagradas e duas ocarinas máginas. As ocarinas eram as únicas coisas que conseguiriam enfraquecer Hirudegarn e as espadas as únicas armas que conseguiriam feri-lo. Dois guerreiros então foram escolhidos para enfrentar o demônio, Tapion e seu irmão Minoshia. Juntos, eles cortaram Hirudegarn em duas partes, uma superior, que foi absorvida por Tapion, e uma inferior, que foi absorvida por Minoshia. Contudo, os feiticeiros queriam o demônio de volta, e os dois foram selados em duas caixas de música e mandados para lugares diferentes no universo. Hoi, o único feiticeiro que estava vivo na atualidade conseguiu encontrar e abrir a primeira caixa, libertando a parte inferior de Hirudegarn que matou Minoshia.
Horrorizada com o passado de Tapion, Bulma decide ajudá-lo criando uma câmara mágica baseado na antiga caixa de música. No meio da noite, Tapion tem um terrível pesadelo e acaba destruindo a câmara. Nesse mesmo momento, Hoi libera a parte inferior de Hirudegarn, que destrói uma parede da Corporação Cápsula, chegando a Tapion. Entretanto, ele consegue pegar sua ocarina e usá-la para fazer a parte inferior desaparecer novamente. Na manhã seguinte, Goku, Gohan, Goten e Videl aparecem para ver como estava a situação, e encontram Tapion dizendo que a parte inferior estava mais forte do que antes. Ele pede aos outros que o matem para que a parte superior fosse destruída. Hoi e a parte inferior aparecem e atacam todos para impedir que algum deles obedecesse Tapion. A parte inferior chegou tão perto de Tapion fazendo com que a parte superior fosse libertada e Hirudegarn se tornasse completo e Tapion entrasse em colapso. Goku e Gohan então atacam o demônio, mas devido à sua habilidade de desmaterialização, ele conseguem agarrar Gohan, que quase foi morto, mas salvo por Vegeta, que ficou furioso ao ver sua casa destruída. Ele se transforma em Super Saiyajin 2 e ataca Hirudegarn, mas é lançado em direção a um prédio. Hirudegarn dispara uma enorme rajada de fogo por sua boca, e Vegeta usa todas as suas energias para proteger as pessoas que estavam no prédio. Em seguida, ele desmaia.
Com todos sendo derrotados, Goten e Trunks se fundem em Gotenks Super Saiyajin 3. O pequeno guerreiro bombardeia Hirudegarn com vários raios de Ki e consegue derrotá-lo. Contudo, Hirudegarn neutralizou todos os ataques transformando seu corpo em um casulo e em poucos segundos, ele racha e liberta sua segunda forma. Com mais poder que antes, Hirudegarn ataca Gotenks e o divide em Goten e Trunks novamente. Gohan e Videl tentam atacá-lo, mas são derrotados sem nenhum esforço. O único que restou de pé era Goku, mas ele é jogado em vários pedregulhos.
Após todos serem derrotados, Tapion se recuperou de seu desmaio e apareceu com sua ocarina. Ele deixa Hirudegarn sem energias e o absorve por completo. Depois, ele entregua sua espada à Trunks e pede que o mate. O garoto hesita em fazer isso, mas por fim resolve cumprir a ordem. Contudo, Tapion não consegue mais segurar o demônio e ele escapa novamente. Sua ocarina é destruída no processo. Hoi, que observava a luta de longe, vai até Tapion e o ridiculariza, mas antes que perceba, Hirudegarn começa a andar e acidentalmente o esmaga. Antes que a destruição recomeçasse, Goku ressurge como Super Saiyajin 3. Começa uma luta um-a-um entre Goku e Hirudegarn, mas Trunks a interrompe e corta o rabo de Hirudegarn com a espada de Tapion. O monstro fica furioso e acaba se distraindo com o rabo cortado. Goku então percebe que ele se distraria facilmente quando estava com raiva e começa a gritar com ele. Hirudegarn tenta atacar Goku, mas este sobe em seu braço e utiliza o Punho do Dragão, que o desintegra por completo.
Com o demônio destruído, Bulma entrega sua máquina do tempo à Tapion para que ele pudesse retornar ao seu planeta e impedir que Hirudegarn fosse criado. Antes de partir, ele deixa sua espada para Trunks.

## Personagens exclusivos do filme

### Hirudegarn
Hirudegarn (ヒルデガーン, Hirudegān) é o principal antagonista do filme. Um demônio gigantesco com um extremo poder mágico. Foi criado para ajudar os sete feiticeiros a dominarem o universo. Apesar de tudo, ele é uma besta irracional que só causa destruição a todo lugar que passa.

### Hoi
Hoi (ホイ) é o único remanescente dos feiticeiros que criaram Hirudegarn. Hoi é avarento e tem sede de poder, mas muitas vezes acaba subestimando o adversário. Pensa ser invencível por ter Hirudegarn ao seu lado.

### Minoshia
Minoshia (ミノシア) é o irmão mais novo de Tapion. Minoshia derrotou Hirudegarn ao lado de seu irmão e absorveu a parte inferior de seu corpo.

### Tapion
Tapion (タピオン) é o protagonista do filme. Tapion era um bravo guerreiro em Konatsusein e por isso foi escolhido para ser um dos que enfrentariam Hirudegarn. Após a vitória sobre o demônio, ele absorveu sua parte superior. Tapion demonstra uma enorme seriedade devido ao seu terrível passado e por ter se tornado o último de sua raça. Contudo, ao longo do filme, ele cria um grande afeto por Trunks e passa a tratá-lo como um substituto para Minoshia. Depois no final do filme Tapion dá a sua própria espada para Trunks, a espada que o mesmo carrega em suas costas.

## Dublagem
| Personagem | Seiyu             | Dublador         | Dobrador            |
| ---------- | ----------------- | ---------------- | ------------------- |
| Son Goku   | Masako Nozawa     | Wendell Bezerra  | Henrique Feist      |
| Son Gohan  | Masako Nozawa     | Vagner Fagundes  | Henrique Feist      |
| Son Goten  | Masako Nozawa     | Fátima Noya      | Ricardo Spínola     |
| Tapion     | Hiro Yuuki        | Wellington Lima  | Joaquim Monchique   |
| Hirudegarn | Shin Aomori       | ????             | Vítor Rocha         |
| Trunks     | Takeshi Kusao     | Diogo Marques    | Henrique Feist      |
| Videl      | Yūko Minaguchi    | Melissa Garcia   | Fernanda Figueiredo |
| Vegeta     | Ryo Horikawa      | Alfredo Rollo    | Ricardo Spínola     |
| Bulma      | Hiromi Tsuru      | Tânia Gardarji   | Cristina Cavalinhos |
| Hoi        | Shigeharu Matsuda | Borges de Barros | Vítor Rocha         |

## Músicas
Abertura
- We Gotta Power
  - Letra: Yukinojō Mori. Música: Chiho Kiyoka. Arranjo musical: Kenji Yamamoto. Vocal: Hironobu Kageyama

Encerramento
- 俺がやらなきゃ誰がやる (Ore ga Yaranakya Dare ga Yaru, Se eu não fizer, quem vai)
  - Letra: Yukinojō Mori. Música: Tetsuji Hayashi. Arranjo musical: Yūzō Hayashi. Vocal: Hironobu Kageyama